# Alex Brundle
Pour les articles homonymes, voir Brundle.
Alex Brundle est un pilote automobile anglais, né le 7 août 1990, fils de l'ancien pilote de Formule 1 Martin Brundle. Il commente régulièrement les courses de Formule 2 et de Formule 3 avec Alex Jacques pour Sky Sports F1.

## Carrière
- 2007 : Formule Palmer Audi, 11e
- 2008 : Formule Palmer Audi, 6e
- 2009 : Formule 2, 19e
- 2010 : Championnat de Grande-Bretagne de Formule 3, 17e
- 2011 : Formule 2, 7e
- 2012 : GP3 Series, 16e
- 2013 : Championnat du monde d'endurance FIA, 2e catégorie LMP2
- 2014 : European Le Mans Series, 14e catégorie GTC

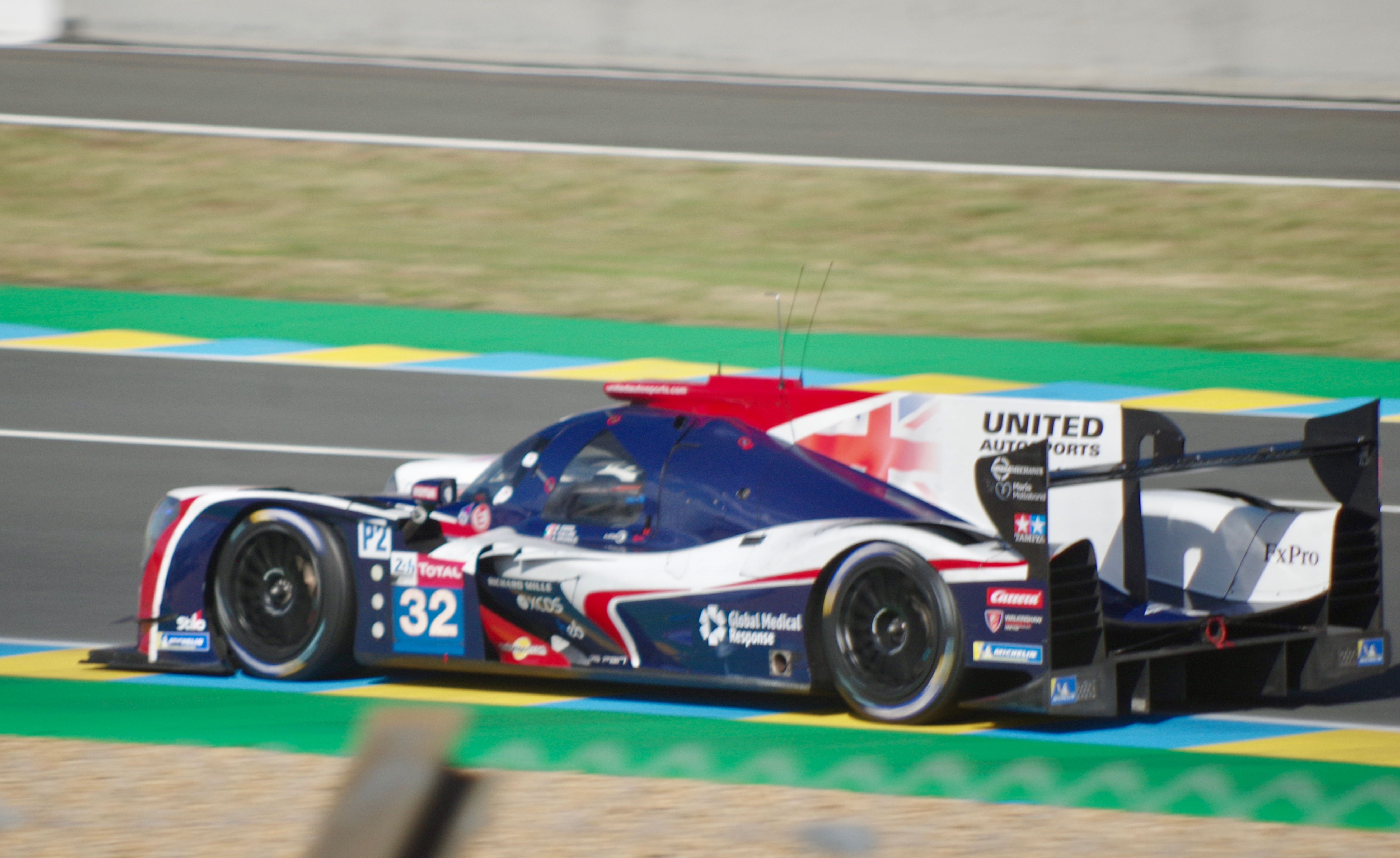
La ligier JS P217 n°32 pilotée par Alex Brundle lors des 24 Heures du Mans 2019

En 2019, Alex Brundle a retrouvé l'écurie United Autosports afin de participer au championnat European Le Mans Series ainsi qu'aux 24 Heures du Mans dans la catégorie LMP2 aux mains de la Ligier JS P217 n°32. Il a eu comme coéquipier l'américain Will Owen et l'irlandais Ryan Cullen. La première manche du championnat a été bien anonyme pour la n°32 avec l'obtention d'une 13e place lors des 4 Heures du Castellet. Lors de la seconde manche, l'équipage a ensuite réussi une belle performance en montant sur la 2e marche du podium lors des 4 Heures de Monza. Cet exploit ne fût ensuite pas renouvelé avec deux 8e place place lors des 4 Heures de Barcelone et des 4 Heures de Silverstone. Du fait du manque de compétivité de la Ligier JS P217 par rapport aux Oreca 07, l'écurie United Autosports a ensuite pris la décision de changer de voiture. C'est ainsi qu'à partir des 4 Heures de Spa-Francorchamps, l'équipage de la n°32 pris ainsi le départ des deux dernières manches du championnat avec une nouvelle monture. Alex Brundle, du fait d'avoir pu voir le drapeau à damier lors de toutes les courses du championnat, finira ainsi en 12e position du classement des pilotes avec 37.5 points. Originellement, sur la liste des voitures suppléantes pour les 24 Heures du Mans, Alex Brundle a eu la bonne surprise de voir sa participation confirmée à la classique mancelle lors de l'annonce du passage de la grille à 62 voitures. Pour sa 6e participation à l'épreuve, il a vu le drapeau à damier en terminant l'épreuve en 14e position de la catégorie LMP2

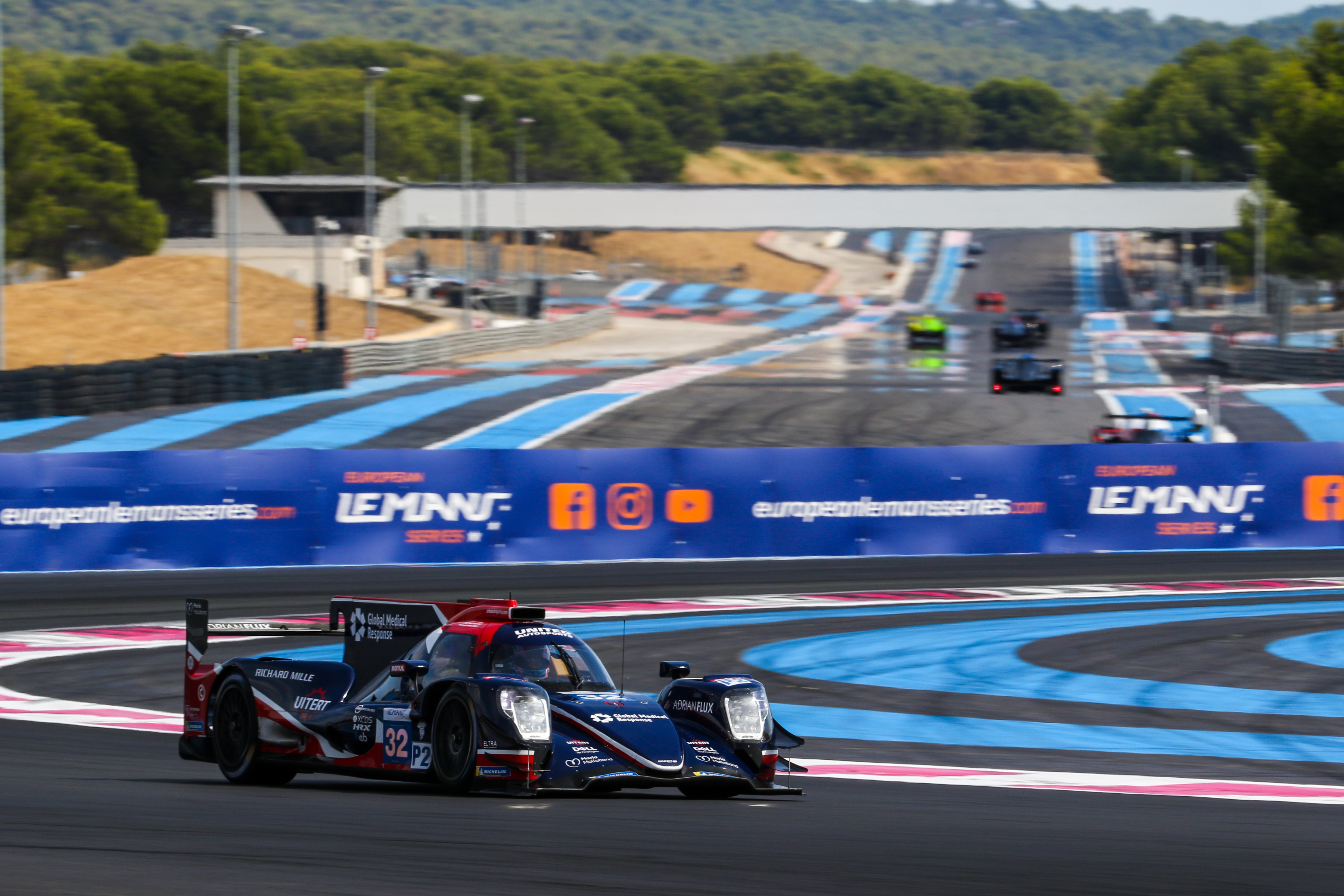
L'Oreca 07 n°32 pilotée par Alex Brundle lors des 4 Heures du Castellet 2020

En 2020, l'écurie anglo-américain United Autosports a prolongé le contrat d'Alex Brundle afin qu'il puisse participer à une nouvelle saison du championnat European Le Mans Series ainsi qu'aux 24 Heures du Mans dans la catégorie LMP2 aux mains de l'Oreca 07 n°32. Il a eu comme coéquipier l'américain Will Owen et le néerlandais Job van Uitert. Lors de la première manche du championnat, les 4 Heures du Castellet, l’équipage commença la saison de la meilleure manière en s'imposant devant l'Oreca 07 de l'écurie russe G-Drive Racing et la seconde voiture d'United Autosports. Malheureusement, l'équipage de la n°32 ne put remonter sur le podium que pour les 4 Heures de Monza. ALex Brundle, du fait d'avoir pu voir le drapeau à damier lors de toutes les courses du championnat, finira ainsi en 2e position du classement des pilotes avec 70 points. Alex Brundle participa également pour la 7e fois aux 4 Heures du Mans. Par rapport à la précédente édition, il était cette fois ci aux mains d'une Oreca 07, voiture invaincue en catégorie LMP2 dans la classique mancelle depuis le changement de réglementation en 2017. La n°32 était en ^te à 10 heures de l'arrivée mais une fuite d'huile réduit à néant les espoirs de victoire de catégorie. Il boucla ainsi la classique mancelle en 13e position de la catégorie LMP2.

## Palmarès

### Résultats aux24 Heures du Mans
| Année | Écurie                | Copilotes                                 | Voiture             | Classe | Tours | Pos. | Class Pos. |
| ----- | --------------------- | ----------------------------------------- | ------------------- | ------ | ----- | ---- | ---------- |
| 2012  | Greaves Motorsport    | Lucas Ordóñez Martin Brundle              | Zytek Z11SN-Nissan  | LMP2   | 340   | 15e  | 8e         |
| 2013  | OAK Racing            | Olivier Pla David Heinemeier Hansson      | Morgan LMP2-Nissan  | LMP2   | 328   | 8e   | 2e         |
| 2014  | OAK Racing            | Mark Shulzhitskiy (en) Jann Mardenborough | Ligier JS P2-Nissan | LMP2   | 354   | 9e   | 5e         |
| 2017  | Jackie Chan DC Racing | David Cheng Tristan Gommendy              | Oreca 07            | LMP2   | 363   | 3e   | 2e         |
| 2018  | CEFC TRSM Racing      | Oliver Rowland Oliver Turvey              | Ginetta G60-LT-P1   | LMP1   | 137   | Abd. | Abd.       |
| 2019  | United Autosports     | Ryan Cullen Will Owen                     | Ligier JS P217      | LMP2   | 348   | 19e  | 14e        |
| 2020  | United Autosports     | Job van Uitert Will Owen                  | Oreca 07            | LMP2   | 359   | 17e  | 13e        |

### Résultats aux24 Heures de Daytona
| Année | Écurie                     | Copilotes                                             | Voiture      | Classe | Tours | Pos. | Class Pos. |
| ----- | -------------------------- | ----------------------------------------------------- | ------------ | ------ | ----- | ---- | ---------- |
| 2014  | Muscle Milk Pickett Racing | Klaus Graf Lucas Luhr                                 | Oreca 03     | P      | 692   | 5e   | 5e         |
| 2015  | Krohn Racing               | Tracy Krohn Niclas Jönsson Olivier Pla                | Ligier JS P2 | P      | 172   | Abd. | Abd.       |
| 2018  | Jackie Chan DCR JOTA       | António Félix da Costa Ferdinand Habsburg Ho-Pin Tung | Oreca 07     | P      | 804   | 5e   | 5e         |

### Résultats enChampionnat du monde d'endurance
| Année     | Écurie                | Châssis           | Moteur                           | Classe | 1       | 2        | 3      | 4        | 5        | 6        | 7        | 8     | 9     | Total points | Classement |
| --------- | --------------------- | ----------------- | -------------------------------- | ------ | ------- | -------- | ------ | -------- | -------- | -------- | -------- | ----- | ----- | ------------ | ---------- |
| 2012      | Greaves Motorsport    | Zytek Z11SN       | Nissan VK45DE 4,5 L V8 Atmo      | LMP2   | SEB     | SPA      | LMS 13 | SIL 12   |          |          |          |       |       | 1.5          | 73e        |
| 2012      | OAK Racing            | Morgan LMP2       | Nissan VK45DE 4,5 L V8 Atmo      | LMP2   |         |          |        |          | SÃO Abd. | BHR Abd. | FUJ      | SHA   |       | 1.5          | 73e        |
| 2013      | OAK Racing            | Morgan LMP2       | Nissan VK45DE 4,5 L V8 Atmo      | LMP2   | SIL 2   | SPA 2    | LMS 2  | SÃO 6    | COA 6    | FUJ 3    | SHA 2    | BHR 2 |       | 132.5        | 2e         |
| 2015      | Pegasus Racing        | Morgan LMP2       | Nissan VK45DE 4,5 L V8 Atmo      | LMP2   | SIL     | SPA      | LMS    | NÜR      | CDA      | FUJ      | SHA 5    | BHR   |       | 0            | Nc.        |
| 2016      | G-Drive Racing        | Oreca 05          | Nissan VK45DE 4,5 L V8 Atmo      | LMP2   | SIL     | SPA      | LMS    | NÜR Abd. | MEX 7    | CDA 3    | FUJ 1    | SHA 1 | BHR 1 | 98           | 6e         |
| 2017      | Jackie Chan DC Racing | Oreca 07          | Gibson GK428 4,2 l V8 Atmo       | LMP2   | SIL 8   | SPA 10   | LMS 2  | NÜR 5    | MEX 6    | CDA 5    | FUJ Abd. | SHA 8 | BHR 8 | 77           | 11e        |
| 2018-2019 | CEFC TRSM Racing      | Ginetta G60-LT-P1 | Mecachrome V634P1 3,4 l V6 Turbo | LMP1   | SPA Np. | LMS Abd. | SIL    | FUJ      | SHA      | SEB      | SPA      | LMS   |       | 0            | Nc.        |

### Résultats enEuropean Le Mans Series
| Année | Écurie             | Châssis             | Moteur                      | Classe | 1      | 2     | 3     | 4     | 5        | 6      | Total points | Classement |
| ----- | ------------------ | ------------------- | --------------------------- | ------ | ------ | ----- | ----- | ----- | -------- | ------ | ------------ | ---------- |
| 2012  | Greaves Motorsport | Zytek Z11SN         | Nissan VK45DE 4,5 L V8 Atmo | LMP2   | CAS 4  | DON 7 | ATL 3 |       |          |        | 48           | 5e         |
| 2014  | ART Grand Prix     | McLaren MP4-12C GT3 | McLaren 3,8 L V8 Turbo      | GTC    | SIL 5  | IMO 4 | RBR 4 | LEC 8 | EST Abd. |        | 38           | 7e         |
| 2016  | United Autosports  | Ligier JS P3        | Nissan VK50DE 4,5 L V8 Atmo | LMP3   | SIL 1  | IMO 1 | RBR 1 | LEC 3 | SPA 2    | EST 11 | 109.5        | 1re        |
| 2019  | United Autosports  | Ligier JS P217      | Gibson GK428 4,2 l V8 Atmo  | LMP2   | LEC 13 | MON 3 | BAR 8 | SIL 8 |          |        | 37.5         | 12e        |
| 2019  | United Autosports  | Oreca 07            | Gibson GK428 4,2 l V8 Atmo  | LMP2   |        |       |       |       | SPA 9    | POR 4  | 37.5         | 12e        |
| 2020  | United Autosports  | Oreca 07            | Gibson GK428 4,2 l V8 Atmo  | LMP2   | LEC 1  | SPA 5 | LEC 8 | MON 2 | POR 5    |        | 70           | 2e         |